# آرمانچون
آرمانچون (انگلیسی: Armançon) رودی در کشور فرانسه است. این رودخانه پس از طی مسافت ۲۰۲ کیلومتر (۱۲۵٫۵ مایل) به می‌ریزد.

## مشخصات
طول این رودخانه ۲۰۲ کیلومتر (۱۲۵٫۵ مایل) است.

## موقعیت
آرمانچون در کشور فرانسه قرار داشته و از عبور می‌کند.